# Jalebi

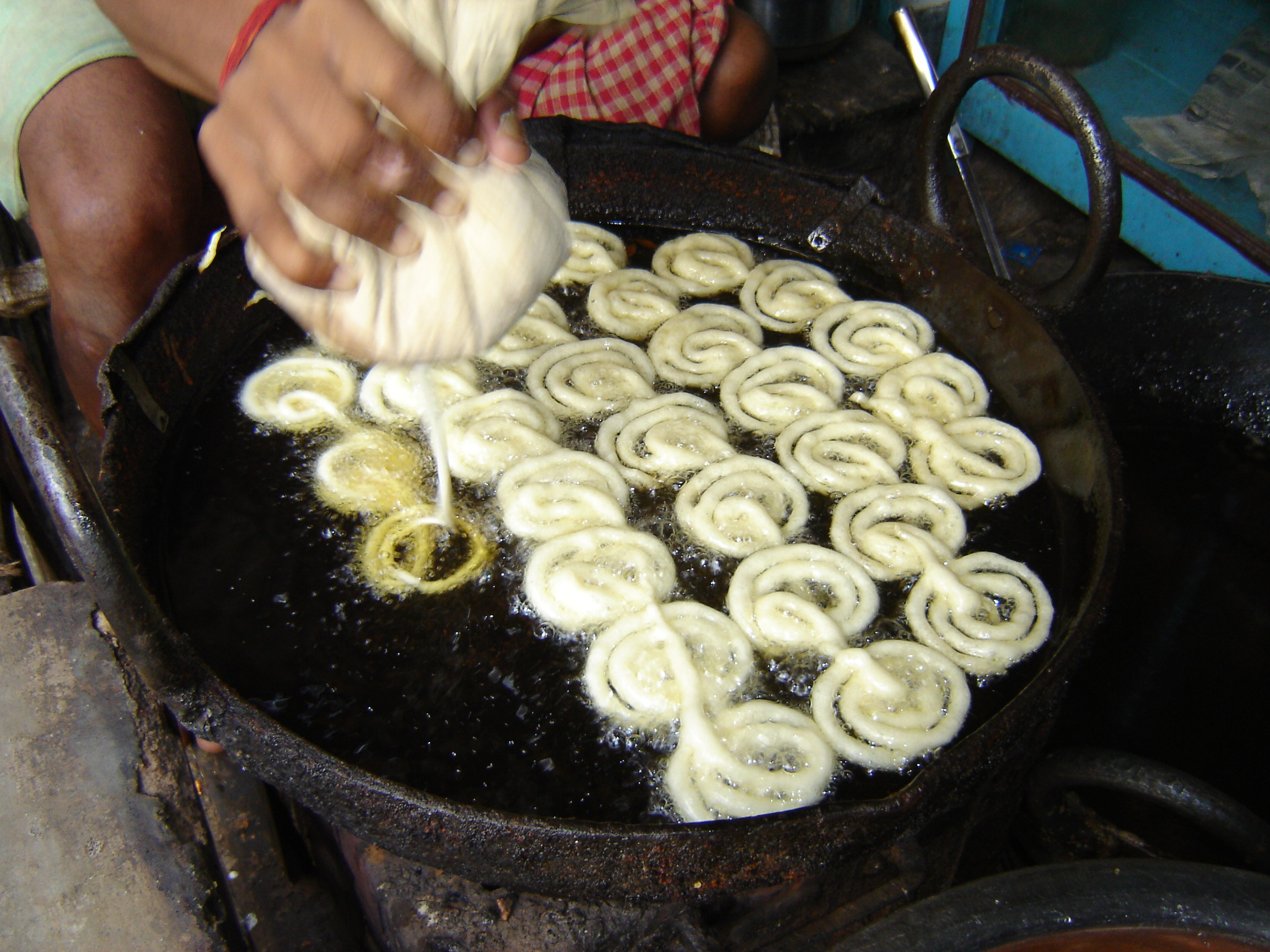
Massa de jalebi sendo colocada em óleo quente

Jalebi, também conhecido como Zulbia, é um doce popular em países da Ásia Meridional e do norte e leste Africanos. Ele é feito através da fritura de uma massa de farinha de trigo em formato de pretzel ou círculos, que são em seguida embebidos em xarope de açúcar. Eles são particularmente populares no sul Asiático, durante o Ramadã e o Diwali.
Os doces são servidos quentes ou frios. Eles tem uma textura mastigável, com uma cobertura exterior de açúcar cristalizado. Ácido cítrico ou suco de limão podem ser adicionados ao xarope, assim como água de rosas. Jalebi é comido com requeijão, rabri (doce feito de iogurte) e outros sabores como kewra (água perfumada).

## História
Acredita-se que o jalebi é derivado de um prato semelhante da Ásia Ocidental, o zulubiya. No Irã, onde é conhecido por zulabiya, o doce era tradicionalmente dado aos pobres durante o Ramadão. Há registros de um livro escrito no século X com diversas receitas de zulubiya descritas em seu texto. Já do século XIII existem muitas receitas registradas, a mais aceita sendo parte de um livro de culinária escrito por Muhammad bin Hasan al-Baghdadi.
O prato foi levado para a Índia medieval por invasores falantes da língua persa. Na Índia do século XV, o jalebi era conhecido como kundalika ou jalavalika.Priyamkarnrpakatha, uma obra do autor jainista Jinasura, composta por volta de 1450, menciona o jalebi no contexto de um jantar realizado por um rico comerciante. Gunyagunabodhini, outro trabalho em Sânscrito que data de antes do início do século XVII, lista os ingredientes e uma receita para a preparação do prato; esses são idênticos à receita do jalebi moderno clássico.

## Distribuição geográfica

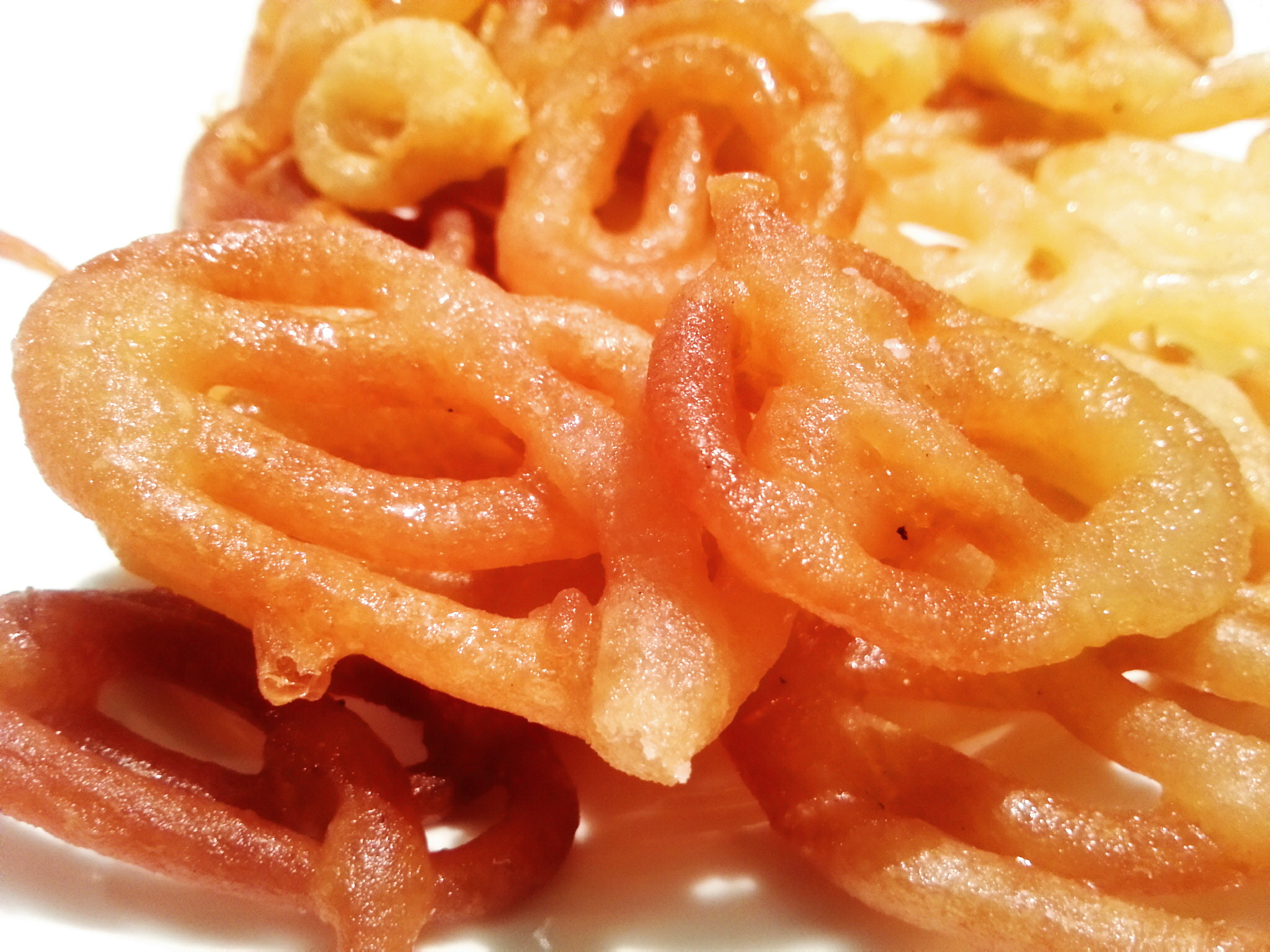
Jilapi em Bangladesh, onde é uma popular entrada

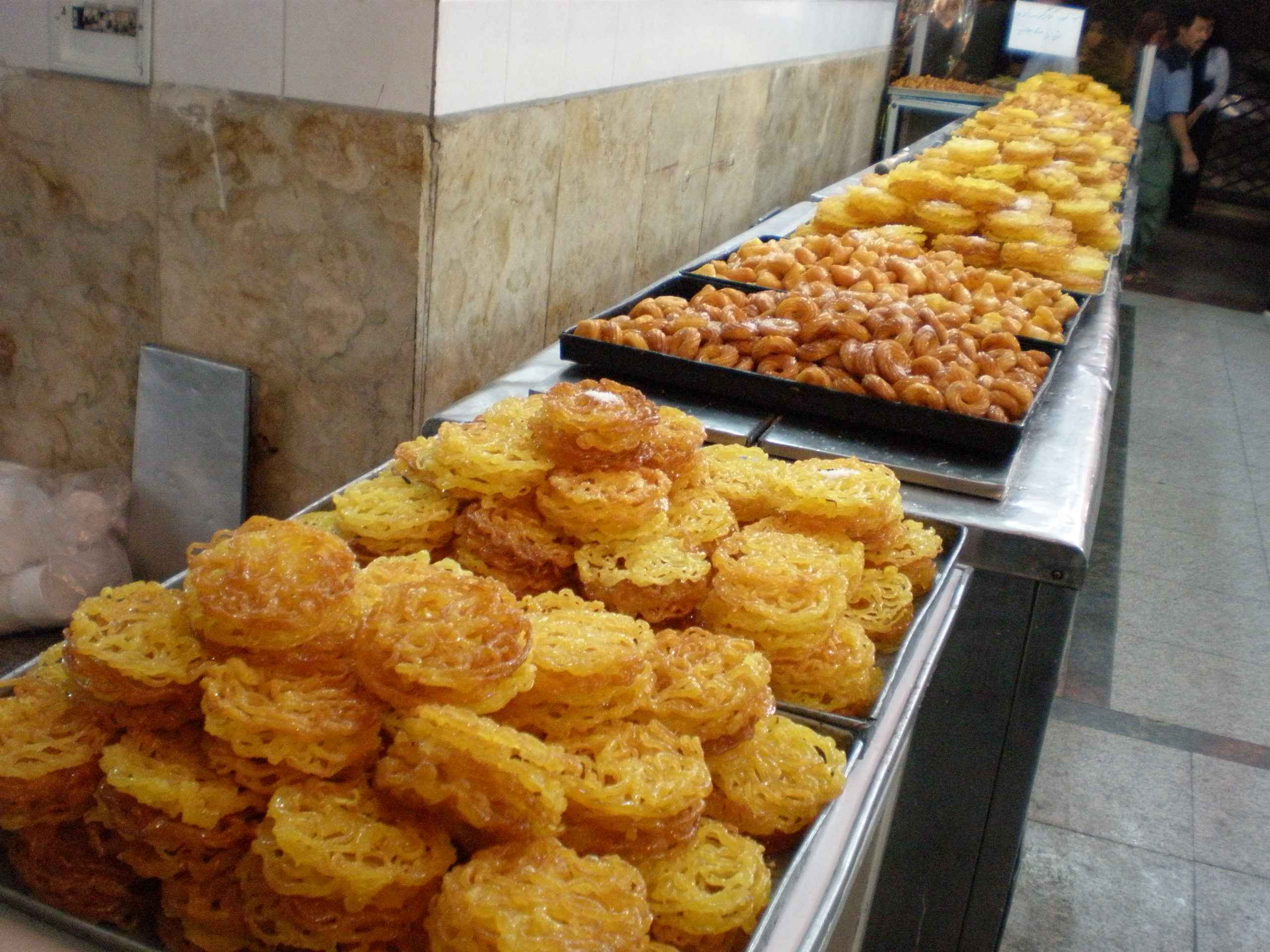
Zulbia e bāmieh no irã

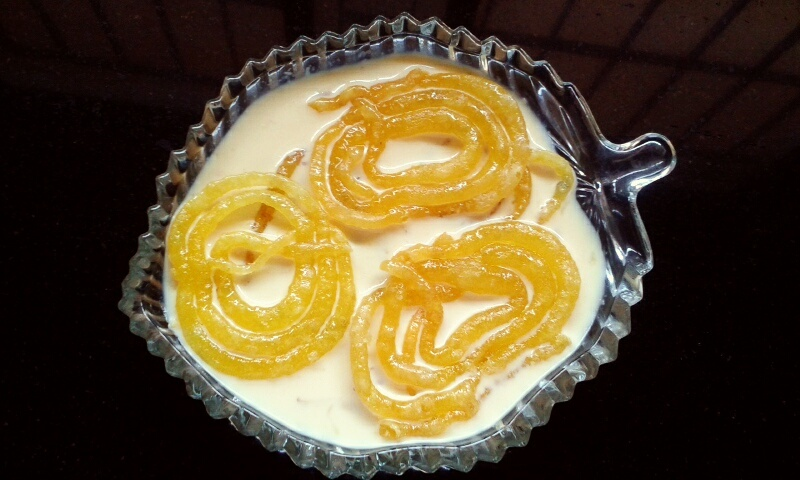
Jalebi mergulhado em rabri

No Irã o doce é conhecido como zulbia (زولبیا) e, além de ser adoçado com mel e açúcar, também é aromatizado com açafrão e água de rosas.
O jalebi é chamado de jeri no Nepal, uma palavra derivada do imperador Mughal Jahangir.

### Zlebia(Magrebe)
Zlebia ou zlabia (árabe magrebino: زلابية) é um tipo de doce comido em partes do Noroeste da África, como Argélia, Tunísia e Líbia. Os ingredientes usados para fazer a massa são farinha, fermento, iogurte e açúcar ou mel. A massa, então, é misturada com água e sementes de cardamomo.

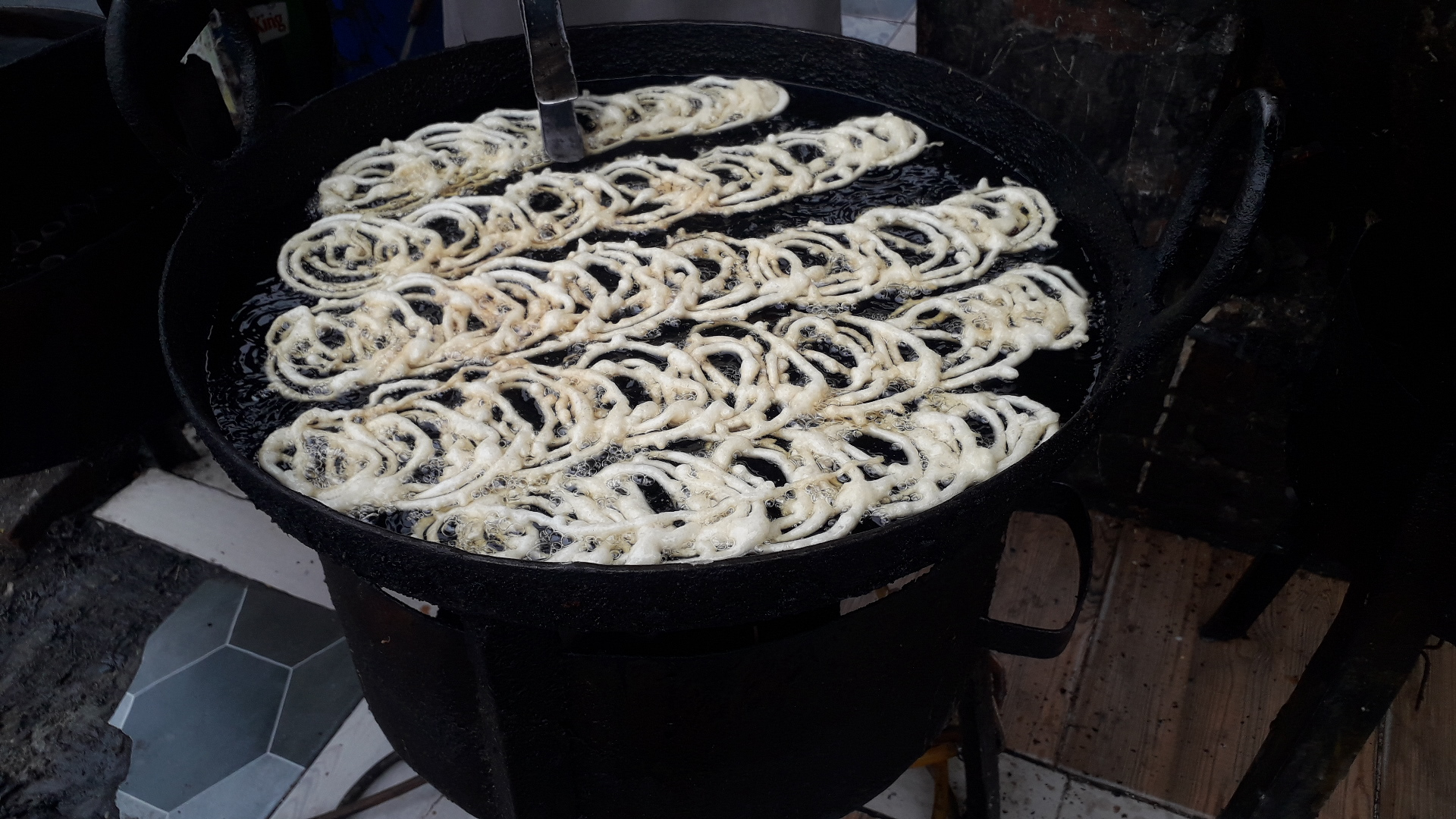
Jaleebi é uma comida antiga e tradicional no Paquistão. As pessoas se divertem em festivais religiosos e de casamento

### Zalabiya
Zalabiya são alimentos de massa frita, similares aos donuts. Estes são encontrados no Irã e nos outros países  Árabes do Iêmen, Egito, Síria, Líbano, Iraque, Comores e Argélia, assim como no resto do Levante. Zalabiya são compostos de uma massa simples feita de ovos, farinha e leite, que é frita em óleo.
Zalābiya funiyya é um tipo de "pão-de-ló", cozido em um pote redondo especial e frito em um tannur. 